# Prehysteria (serie de películas)
Prehysteria es una trilogía de películas orientadas a la familia realizadas en la primera mitad de la década de 1990, sobre las aventuras de cinco niños dinosaurios nombrados como los nombres de famosos músicos de pop.
Los dinosaurios eran: Elvis, un Tiranosaurio Rex; Paula, un Brachiosaurus; Jagger, un Stegosaurus; Hammer, Chasmosaurus; y Madonna, un Pteranodon. Las películas fueron realizadas por Moonbeam Entertainment, compañía de entretenimiento de películas clase B orientadas a la familia. Richard Band, Michael Bishop y Fuzzbee Morse son los compositores de estas películas.

## Las Películas

### Prehysteria!
La primera película de la serie se estrenó en 1993. Prehysteria! cuenta la historia de Rico Sarno, un conservador de museo, que entra en un templo prohibido en América del Sur, y descubre un nido de cinco huevos. Él los roba y los trae de vuelta a su museo. Frank Taylor (Brett Cullen), un granjero, vende fósiles con Rico y en una confusión, el perro de Taylor tiene un refrigerador, que tiene los huevos. Los niños, Mónica (Samantha Mills) y Jerry (Austin O'Brien), descubren a los dinosaurios cuando salen del cascarón y tratan de mantenerlo en secreto, hasta que su padre se entera. Vicky (Colleen Morris), una mujer que trabaja para Rico, ve a los dinosaurios y le dice a los Taylor no deben entregarlos a Rico para exponerlos. Rico se entera de los Taylor tienen a los dinosaurios y contrata a dos ladrones para ayudarle a conseguirlos de vuelta.

### Prehysteria 2
Prehysteria! 2,es la secuela de la primera película y fue lanzada en 1994. El Sr. Cranston es un amigo de los Taylors y mira los niños dinosaurios mientras están de vacaciones. Los cinco dinosaurios en miniatura salen de la granja de los Taylors 'y accidentalmente son enviados en una caja de pasas de uva. La caja se encuentra en un vagón de Naomi (Jennifer Harte), una chica cuyo padre trabaja en la estación de tren y un niño rico llamado Brendan Wellington (Kevin Connors), quien ayudó a esconderlo en el vagón porque estaba siendo perseguida por los matones que estaban a punto de atacarlo. Cuando los dos descubren la caja de pasas de uva, se meten en una discusión sobre quién debe quedarse con los dinosaurios, Brendan alegando que los vio primero y Naomi afirmando el hecho de que es su caja. Brendan paga a un trabajador por la caja en la que los dinosaurios están. Brendan es infeliz porque no tiene amigos y está desesperado por atención, porque su padre no pasa mucho tiempo con él. Naomi y Brendan más tarde se convierten en sus amigos y los niños dinosaurios ayudan al niño a que reciba la atención que necesita, y tratan de alejar a las criaturas de su ama de llaves,que es alérgica a los animales. Cuando ella se entera de Brendan tiene mascotas (sin saber que son los dinosaurios) que contrata a dos exterminadores, que también considera Brendan como un niño con muchos problemas y quiere que le envió a una escuela disciplinaria.

### Prehysteria 3
Prehysteria! 3,es la tercera y última película de la serie, fue lanzado en 1995. Esta vez, los 5 dinosaurios se caen de la parte trasera de la camioneta del Sr. Cranston, y hacen su camino a casa de otra familia. Los dinosaurios ayudan a la familia MacGregor, que está luchando con su curso de minigolf. Ella MacGregor, (Whitney Anderson) está enamorada de su cultura escocesa, pero es triste que el campo de minigolf se está hundiendo. Ella encuentra los dinosaurios, y con la ayuda de su familia, reconstruyen el campo de golf con un tema de dinosaurios, lo que les ayuda mucho. Pero el malvado tío de Ella, Hal MacGregor (Bruce Weitz) está decidido a tomar el curso por todos los medios, y Ella y sus padres deben hacer cuidar a los niños dinosaurios para protegerlos del peligro.

## Reparto Parcial

### Prehysteria!
| Actor          | Personaje                              |
| -------------- | -------------------------------------- |
| Brett Cullen   | Frank Taylor                           |
| Colleen Morris | Vicky                                  |
| Samantha Mills | Monica Taylor                          |
| Austin O'Brien | Jerry Taylor                           |
| Tony Longo     | Louis                                  |
| Stuart Fratkin | Ritchie                                |
| Stephen Lee    | Rico Sarno                             |
| Tom Williams   | Whitey                                 |
| Frank Welker   | Elvis, Paula, Jagger, Hammer y Madonna |

### Prehysteria! 2
| Actor            | Personaje                              |
| ---------------- | -------------------------------------- |
| Kevin Collins    | Brendan Wellington                     |
| Jennifer Harte   | Naomi                                  |
| Dean Scofield    | Sr. Wellington                         |
| Bettye Ackerman  | Señorita Winters                       |
| Owen Bush        | Sr. Cranston                           |
| Greg Lewis       | Ivan                                   |
| Michael Hagiwara | Sr. Hiro                               |
| Larry Hankin     | Ketchum                                |
| Alan Palo        | Killam                                 |
| Frank Welker     | Elvis, Paula, Jagger, Hammer y Madonna |

### Prehysteria! 3
| Actor               | Personaje                              |
| ------------------- | -------------------------------------- |
| Whitney Anderson    | Ella MacGregor                         |
| Owen Bush           | Sr. Cranston                           |
| Dave Buzzotta       | Heath MacGregor                        |
| Thomas Emery Dennis | Dole                                   |
| John Fujioka        | Sr. Yamamoto                           |
| Matt Letscher       | Needlemeyer                            |
| Pam Matteson        | Michelle MacGregor                     |
| Michael R. Thayer   | Jeff                                   |
| Bruce Weitz         | Hal MacGregor                          |
| Fred Willard        | Thomas MacGregor                       |
| Frank Welker        | Elvis, Paula, Jagger, Hammer y Madonna |

## Serie de lanzamientos
En 1995, todos los de las tres películas en el Prehysteria! serie estaban en VHS y laserdisc. El 26 de septiembre de 2010, no hay noticias si se ha sido puesto en libertad por parte de Paramount Pictures o Full Moon Features en un futuro lanzamiento en DVD de la serie.